# Ça Ira
Ça Ira es la primera ópera compuesta por el británico Roger Waters, antiguo líder de la banda de rock inglesa Pink Floyd. Basa su título en la canción revolucionaria francesa Ah! Ça ira.
Obra que le ha supuesto al autor, con interrupciones, 16 años de trabajo, según confesión propia y que culminó a mediados de julio de 2005.
Se trata de una «historia para ópera de la Revolución francesa», cuyo libreto fue escrito por Étienne Roda-Gil.
El proyecto se suspendió provisionalmente tras la muerte por leucemia de la esposa del libretista, Nadine, que había ilustrado la edición original del libro.
Ça Ira fue presentada en versión de concierto ese mismo año en Roma, entre los intérpretes de música clásica elegidos para cantarla figura el bajo-barítono galés Bryn Terfel.